# 格拉西姆·扎科夫
格拉西姆·扎科夫（Герасим Заков，1984年9月7日—），是一名保加利亚足球运动员，司职前锋，现效力于土耳其足球甲级联赛球队博卢体育。

## 俱乐部生涯
扎科夫在13岁加入保加利亚豪门索菲亚中央陆军的青训系统，并在2002年和球队签订足球生涯的第一份职业合同。 2005年，他离开索菲亚中央陆军转投布尔加斯，之后又先后效力于保加利亚球队旧扎戈拉贝罗、普罗夫迪夫火车头、切尔诺莫雷、维迪马-拉科夫斯基、卡利阿克拉和利特克斯。
2013年2月，扎科夫加盟中国足球甲级联赛球队成都谢菲联。但他在球队11场比赛都未能取得进球，7月份二次转会时被解约，之后扎科夫转投土耳其足球甲级联赛球队博卢体育。

## 荣誉

### 俱乐部
索菲亚中央陆军
- 保加利亚足球甲级联赛：2002–03，2004–05